# 電気通信事業者協会
一般社団法人電気通信事業者協会（しゃだんほうじんでんきつうしんじぎょうしゃきょうかい、Telecommunications Carriers Association、略称：TCA）は、日本の電気通信事業者の業界団体である。定期的に日本における携帯電話・PHSの純増数の番号ポータビリティ統計を公開している事でも知られ、業界関係者や投資家にとって携帯電話キャリアの勢力争いの重要な資料となっている。統計は平成8年1月から平成26年3月までは月に一度（第5営業日）に公開されていたが、市場が成熟したなどの理由により、同年4月1日以降はは四半期毎の公開に変更された。

## 概要
- 所在：東京都千代田区神田小川町1－10　興信ビル2F
- 設立：1987年
- 会長：
島田　明（日本電信電話株式会社社長）

## 加盟企業

### 正会員
- NTTグループ
  - 日本電信電話
  - 東日本電信電話
  - 西日本電信電話
  - NTTコミュニケーションズ
  - NTTドコモ
  - エヌ・ティ・ティ・ブロードバンドプラットフォーム
- KDDI
  - 沖縄セルラー電話
    - 沖縄通信ネットワーク

  - UQコミュニケーションズ
  - 中部テレコミュニケーション
- ソフトバンク
- 楽天モバイル
  - 楽天コミュニケーションズ

電力会社系
- 北海道総合通信網
- 東北インテリジェント通信
- 北陸通信ネットワーク
- オプテージ
- エネルギア・コミュニケーションズ
- STNet
- QTnet

ケーブルテレビ会社
- ジュピターテレコム（J:COM）
  - 日本デジタル配信（JDS）
- コミュニティネットワークセンター（CNCi）
- 秋田ケーブルテレビ（秋田県）
- ニューメディア（山形県ほか）
- 入間ケーブルテレビ（埼玉県ほか）
- いちはらコミュニティー・ネットワーク・テレビ（千葉県）
- 東京ケーブルネットワーク（東京都）
- ケーブルテレビ品川（東京都）
- イッツ・コミュニケーションズ（東京都、神奈川県）
- エルシーブイ（長野県ほか）
- ミクスネットワーク（愛知県）
- アドバンスコープ（三重県）
- 伊賀上野ケーブルテレビ（三重県）
- シー・ティー・ワイ（三重県）
- 松阪ケーブルテレビ・ステーション（三重県）
- 近鉄ケーブルネットワーク（奈良県ほか）
- 中海テレビ放送（鳥取県）

その他
- アビコム・ジャパン
- アルテリア・ネットワークス
- インテルサット・インターナショナル・システムズ・エルエルシー
- 関西国際空港情報通信ネットワーク
- スカパーJSAT
- 東京テレメッセージ
- 日本ネットワーク・エンジニアリング
- ピーシーシーダブリュグローバルプライベートリミテッド
- 東日本旅客鉄道
- Flowroute Japan
- TOKAIコミュニケーションズ

### 賛助会員
- エディオン
- オービタルコミュニケーションズ
- 情報通信技術委員会
- ZTV
- 電気通信協会
- トレミール
- 日本ITU協会
- 日本通信
- ネクシオン
- ビックカメラ
- マルチメディア振興センター
- ヤフー
- U-NEXT